# 大理蟹甲草
大理蟹甲草（学名：Parasenecio taliensis）为菊科蟹甲草属下的一个种。

## 扩展阅读
維基物種上的相關：大理蟹甲草